# Влора Читаку
Влора Читаку (алб. Vlora Çitaku, нар. 10 жовтня 1980 року) — косовсько-албанський політик і дипломат. Посол Республіки Косово в США з серпня 2015 до 3 березня 2021 року. Раніше вона обіймала посаду генерального консула Республіки Косово в Нью-Йорку.
До початку роботи в дипломатичному корпусі Влора Читаку займала пост міністра європейської інтеграції з лютого 2011 року до вересня 2014 року. Вона зарекомендувала себе найуспішнішим міністром країни на той час. Читаку відмовилася від місця в Асамблеї Косова, щоб отримати урядову посаду.

## Політична кар'єра
На початку косовського конфлікту, будучи ще підлітком, Влора Читаку була перекладачкою та стрингером для провідних західних новинних агентств, що працювали в Косово. Потім вона була змушена стати біженцем у ході Косовської війни. З 1999 року Читаку займається політичною діяльністю. Спочатку вона стала представником Армії визволення Косова, а в післявоєнному Косові приєдналася до Демократичної партії Косова. Читаку двічі обиралася до Асамблеї Косова.
Читаку двічі обиралась депутатом парламенту. Вона заявляє, що подолала стереотипи в політиці, що треба бути старим і чоловіком.
З 18 жовтня 2010 року до 22 лютого 2011 року Влера Читаку також виконувала обов'язки міністра закордонних справ Республіки Косово.

## Суперечки у соціальних медіа
На 15-ту річницю початку бомбардування НАТО Югославією Читаку розмістила у Twitter зображення, яке спровокувало політичну суперечку. Вона замінила відомий слоган для Nike «Просто роби це» словами «НАТО у повітрі просто роби це» (англ. NATO air strikes) — на бойовому літаку поруч. Міністерство закордонних справ Сербії назвало цей жест неповагою для мирних жителів сербів, загиблих під час повітряних ударів НАТО. Девіде Денті, експерт з питань відносин між Балканами та Європейським Союзом, заявив, що заява Читаку є прикладом «поганої поведінки». Nike, Inc. також заявила, що зображення «не представляє своїх посадових осіб», і що компанія жодним чином не брала участь у розміщенні твіту чи створенні зображення.
У квітні 2019 року Читаку написала твіт, в якому порівняла епізод фільму «Гра престолів» з історією між Сербією та Косово, а Сербію поставила у ролі головних лиходіїв, зображених як надприродна загроза для людства Її твіт знову викликав широкі реакції, включно з ретвітом Стефани Міладинівич..